# Секретное окно, секретный сад
«Секретное окно, секретный сад» (англ. Secret Window, Secret Garden) — повесть американского писателя Стивена Кинга, впервые опубликованная в сборнике «Четыре после полуночи» в 1990 году. Другой вариант перевода названия — «Потаённое окно, потаённый сад» (издание 1994 года).
В 2004 году на основе этой повести в США был снят фильм «Тайное окно» с Джонни Деппом в главной роли.

## Сюжет
После тяжёлого бракоразводного процесса известный писатель Мортон Рейни переезжает в городок Тэшмор-Глен на западной окраине штата Мэн — там находится домик, в котором он с бывшей женой Эми проводил лето; ей же после развода достался дом в городе Дерри, в 100 милях от Тэшмор-Глена.
Неожиданно к Мортону приходит незнакомец и обвиняет писателя в плагиате — он оставляет на пороге его дома рукопись, на титульном листе которой написано: «Секретное окно, секретный сад. Автор — Джон Шутер». При чтении этого рассказа Мортон понимает, что основная часть текста полностью совпадает с его собственным рассказом «Время сева», написанным в 1979 году — в обоих рассказах главный герой убивает жену и закапывает её тело в саду, который она возделывала, и после этого получает отменный урожай; только у Рейни в качестве урожая были бобы, а у Шутера кукуруза.
Во время следующей встречи Шутер рассказывает, что написал свой рассказ в 1982 году, а рассказ Рейни вышел на год позже. Мортон отвечает, что в действительности рассказ «Время сева» в первый раз был опубликован в июне 1980 года в «Детективном журнале Эллери Куина», но это событие прошло незамеченным для критиков. Рейни готов показать Шутеру этот номер журнала, но он, как и многие другие вещи, остался в Дерри. Шутер даёт ему 3 дня.
Вернувшись домой, Мортон звонит Эми, но телефон занят, и после этого ложится спать, предварительно отключив телефон. Ночью Мортон просыпается с неприятным чувством во всём теле, будто он не спал, а выполнял тяжёлую физическую работу. Из окна дома Рейни видит своего домашнего питомца (кота Бампа) прибитым отвёрткой к мусорному баку; подойдя ближе, он читает записку, оставленную рядом — в ней напоминание, что у Мортона есть всего 3 дня на поиски доказательств того, что его рассказ не является плагиатом. Мортон включает телефон и почти сразу после этого ему звонит Эми и сообщает, что некий человек кинул в окно бывшего кабинета Мортона (где и находился номер журнала за июнь 1980 года) бутылку с коктейлем Молотова и весь дом сгорел за считанные минуты.
Ранним утром Мортон едет в Дерри, по пути позвонив двум друзьям — Грегори (Грегу) Карстерсу и Герберту (Гербу) Грикмору; первого он просит выяснить всё о личности Джона Шутера, а второго достать номер «Детективного журнала Эллери Куина» за июнь 1980 года.
Встреча Мортона с Эми проходит гладко, несмотря на то, что с ней присутствует её нынешний любовник Теодор (Тед) Милнер (Мортон застал её именно с ним и после этого начал бракоразводный процесс). Втроём они встречаются с представителями страховой компании Джоном Стриком и Фредериком (Фредом) Эвансом, а также посещают пепелище дома Рейни, где полиция проводила расследование пожара; ни тем, ни другим Мортон не рассказал о Шутере. Уезжая обратно в Тэшмор-Глен, писатель спрашивает Теда, из какого тот штата — оказалось, он из городка Шутерс-Ноб в штате Теннесси.
Вскоре Грикмор звонит Мортону и сообщает, что выслал нужный номер журнала по почте. Карстерс тоже выходит на связь и рассказывает, что местный рабочий Томас (Том) Гринлиф, являющийся единственным, кто видел Шутера и Рейни вместе, уверяет, что Мортон Рейни был один. Карстерс предлагает Рейни встретиться утром и вместе поговорить с Гринлифом.
Проснувшись ранним утром, Мортон ощущает жуткую усталость и боль во всех мышцах, находит у себя дома шляпу Шутера, а в своём «бьюике» находит окурки сигарет «Pall Mall», которые курил Шутер. Карстерс не пришёл на встречу, а Гринлиф отсутствовал на работе. Вскоре Мортону звонит Шутер и просит его прийти на место их второй встречи. Придя на место, Рейни обнаруживает там автомобиль, а в нём тела Грега и Тома. В этот момент Мортон вспоминает неприятную историю из своего прошлого — он, будучи студентом, опубликовал под своим именем рассказ своего однокурсника Джона Кинтнера.
Мортон получает по почте номер журнала, посланный Гербом, однако страница оглавления и 15 страниц в середине (на которых находился рассказ Мортона) оказались вырезаны. Дома у Мортона начинается припадок и он вспоминает, что шляпу, которую постоянно носил Шутер (которую позже он «забыл» в прихожей дома Мортона), купил он сам несколько лет назад; также он понимает, что само имя «Джон Шутер» состоит из имени парня, у которого он украл рассказ, и названия родного городка человека, «укравшего» у Мортона жену. Одновременно с этим Рейни осознаёт причины страшной усталости, бывающей у него по утрам — по ночам он был Джоном Шутером.
В это время Эми приезжает повидаться с бывшим мужем. Мортон Рейни вновь становится Джоном Шутером и пытается убить её, однако прибывший страховщик Эванс стреляет в него из пистолета. После этого Джон Шутер снова становится Мортоном Рейни и умирает на руках у Эми.
Повесть заканчивается эпилогом, в котором Эми и Тед, ставший её законным мужем, приходят к Эвансу. Их разговор объясняет, как страховщик оказался в Тэшмор-Глене, а также рассказывает о некоторых странностях, с которыми Эми столкнулась после смерти Мортона.

## Экранизация
В 2004 году кинокомпанией «Columbia Pictures» был выпущен фильм «Тайное окно», основанный на повести «Секретное окно, секретный сад». Режиссёром фильма и автором адаптированного сценария стал Дэвид Кепп.
Экранизация имеет ряд отличий от повести как в небольших деталях (в повести домашним любимцем у Мортона был кот, а в фильме собака), так и основополагающих — в финале фильма Мортон убивает Эми и Тэда, а в финале повести убит он сам.

## Дополнительная информация
- Стивен Кинг, как и главный герой этой повести, также подвергался обвинениям в плагиате — некая женщина по имени Энн Хилтнер судилась с ним, утверждая, что его роман «Мизери» и рассказ «Верхом на пуле» являются украденными у неё и её брата, но проиграла судебный процесс[1].
- В основе этой повести лежит фабула повести шотландского писателя Роберта Льюиса Стивенсона «Странная история доктора Джекила и мистера Хайда».

## Отсылки к другим произведениям Кинга
Повесть перекликается с другими произведениями Кинга — «Мизери» (образ одержимой поклонницы, которая требует у писателя поменять концовку литературного произведения), «Сияние» (образ писателя, который находится в творческом тупике и сходит с ума) и «Тёмная половина» (образ материализовавшегося подсознания писателя; его тёмной половины, которая требует переписать сюжет его произведения).